# Cathilaria opuntiae
Cathilaria opuntiae is een vliesvleugelig insect uit de familie Eurytomidae. De wetenschappelijke naam is voor het eerst geldig gepubliceerd in 1932 door Muesebeck.